# 한국무역협회
한국무역협회(韓國貿易協會, 영어: Korea International Trade Association, KITA)는 무역진흥과 민간 통상협력 활동 및 무역인프라 구축 등을 통해 무역인의 신뢰받는 동반자로서 역할을 수행하기 위해 설립된 경제5단체 중의 하나이다. 서울특별시 강남구 삼성동 159-1에 위치하고 있다.

## 설립 근거
- 민법 제32조 (비영리법인의 설립과 허가) : 학술, 종교, 자선, 기예, 사교 기타 영리 아닌 사업을 목적으로 하는 사단 또는 재단은 주무관청의 허가를 얻어 이를 법인으로 할 수 있다.

## 연혁
- 1946년 7월 한국무역협회 창립
- 1948년 4월 도쿄지부 설치
- 1967년 1월 뉴욕지부 설치
- 1972년 1월 WTCA(세계무역센터협회) 가입
- 1974년 8월 뉴욕 Han Kook Center(U.S.A) Inc. 설립
- 1978년 8월 코엑스(COEX) 설립
- 1984년 2월 무역아카데미 개원
- 1984년 5월 브뤼셀지부 설치
- 1986년 6월 부산 무역회관 개관
- 1988년 9월 한국종합무역센터 완공
- 1991년 12월 한국무역정보통신(KTNET) 설립
- 1992년 8월 북경지부 설치
- 1995년 4월 경남 무역회관 개관
- 1995년 10월 광주 무역회관 개관
- 1997년 10월 전자거래알선 서비스 EC21 오픈
- 2000년 5월 ASEM 컨벤션센터 개관
- 2000년 5월 EC21 사업 분사
- 2000년 10월 2000년 서울 아시아·유럽 정상회의 개최
- 2002년 6월 상해지부 설치
- 2004년 8월 전략물자무역정보센터 설립
- 2005년 2월 국제물류지원단 발족
- 2005년 2월 전자무역추진센터 사무국 설치
- 2006년 2월 워싱턴지부 개소
- 2006년 2월 싱가포르지부 개소
- 2009년 4월 COEX Artium 개관
- 2010년 11월 G20 서울 정상회의 개최
- 2011년 9월 호치민지부 개소
- 2012년 2월 민관합동 FTA 무역종합지원센터 설치
- 2012년 3월 대구 무역회관 개관
- 2012년 9월 대전 무역회관 개관
- 2014년 1월 뉴델리지부 개소
- 2014년 6월 Kmall24(www.kmall24.com) 개설
- 2015년 3월 무역아카데미 창립 50주년
- 2015년 6월 인도네시아 자카르타지부 개소
- 2016년 1월 중국 성도지부 신설
- 2016년 3월 K-Move센터(해외취업 지원센터) 개소
- 2016년 7월 한국무역협회 창립 70주년
- 2016년 7월 미래무역비전 및 협회2030비전 선포

- 2018년 3월 UAE지부 개소
- 2019년 6월 스타트업브랜치 개소
- 2020년 1월 통상지원센터 개소
- 2024년 10월 코엑스 마곡 르웨스트 설립 예정

## 주요 업무
- 조사 및 연구
- 정보제공 및 자료의 간행
- 해외시장 개척 및 전시
- 하주권익 옹호
- 정부 수임업무
- 상담, 거래알선 및 대행업무
- 통상협력 및 홍보
- 무역인력 양성, 무역 교육 및 연구
- 대정부 건의 및 답신
- 무역센터 운영
- 기타 무역진흥에 필요한 사업

## 역대 회장
| 대수     | 성명   | 재임기간               | 출신지    | 출신학교              | 비고                                                              |
| -------- | ------ | ---------------------- | --------- | --------------------- | ----------------------------------------------------------------- |
| 초대     | 김도연 | 1946년 7월~1948년 5월  | 경기 김포 | 미 콜롬비아대         | 재무부 장관&국회 부의장&민주국민당 최고위원                       |
| 2대      | 김도연 | 1948년 5월~1949년 4월  | 경기 김포 | 미 콜롬비아대         | 재무부 장관&국회 부의장& 민주국민당 최고위원                      |
| 3대      | 이활   | 1949년 4월~1953년 4월  | 경북      | 일 와세다대           | 제6대 국회의원                                                    |
| 4대      | 임문환 | 1953년 5월~1954년 5월  | 충남 금산 | 일 도쿄대             | 농림부 장관                                                       |
| 5대      | 최순주 | 1954년 5월~1956년 5월  | 충북 영동 | 연세대                | 재무부 장관&국회 부의장                                           |
| 6대      | 최순주 | 1956년 5월~1956년 8월  | 충북 영동 | 연세대                | 재무부 장관&국회 부의장                                           |
| 7대      | 강성태 | 1956년 8월~1960년 5월  | 경기 양주 | 서울대                | 상공부 장관                                                       |
| 8대~14대 | 이활   | 1960년 5월~1973년 4월  | 경북      | 일 와세다대           | 제6대 국회의원                                                    |
| 15대     | 박충훈 | 1973년 4월~1976년 4월  | 제주 제주 | 국방대                | 상공부 장관&경제부총리 겸 경제기획원 장관&국무총리                |
| 16대     | 박충훈 | 1976년 4월~1979년 2월  | 제주 제주 | 국방대                | 상공부 장관&경제부총리 겸 경제기획원 장관&국무총리                |
| 17대     | 박충훈 | 1979년 2월~1980년 5월  | 제주 제주 | 국방대                | 상공부 장관&경제부총리 겸 경제기획원 장관&국무총리                |
| 17대     | 김원기 | 1980년 9월~1981년 5월  | 충남 당진 | 고려대                | 재무부 장관&경제부총리 겸 경제기획원 장관                         |
| 17대     | 유창순 | 1981년 6월~1982년 1월  | 평남 안주 | 미 헤이스팅스대       | 부흥부 장관&경제부총리 겸 경제기획원 장관&한국은행 총재&국무총리  |
| 18대     | 신병현 | 1982년 2월~1983년 10월 | 황해 장연 | 미 아메리칸대         | 상공부 장관&경제부총리 겸 경제기획원 장관&한국은행 총재           |
| 18대     | 남덕우 | 1983년 10월~1985년 2월 | 경기 광주 | 국민대                | 재무부 장관&경제부총리 겸 경제기획원 장관&국무총리                |
| 19대     | 남덕우 | 1985년 2월~1988년 2월  | 경기 광주 | 국민대                | 재무부 장관&경제부총리 겸 경제기획원 장관&국무총리                |
| 20대     | 남덕우 | 1988년 2월~1991년 2월  | 경기 광주 | 국민대                | 재무부 장관&경제부총리 겸 경제기획원 장관&국무총리                |
| 21대     | 박용학 | 1991년 2월~1994년 2월  | 강원 통천 | 북한 원산공립상업학교 | 수출산업공단 이사&대한무역진흥공사 이사                           |
| 22대     | 구평회 | 1994년 2월~1997년 2월  | 경남 진주 | 서울대                | 태평양경제협의회 국제회장                                         |
| 23대     | 구평회 | 1997년 2월~1999년 2월  | 경남 진주 | 서울대                | 태평양경제협의회 국제회장                                         |
| 23대     | 김재철 | 1999년 2월~2000년 2월  | 전남 강진 | 부경대                | 세계무역센터협회 이사&국민경제자문회의 민간위원                   |
| 24대     | 김재철 | 2000년 2월~2003년 2월  | 전남 강진 | 부경대                | 세계무역센터협회 이사&국민경제자문회의 민간위원                   |
| 25대     | 김재철 | 2003년 2월~2006년 2월  | 전남 강진 | 부경대                | 세계무역센터협회 이사&국민경제자문회의 민간위원                   |
| 26대     | 이희범 | 2006년 2월~2009년 2월  | 경북 안동 | 서울대                | 산업자원부 장관&서울산업대학교 총장                               |
| 27대     | 사공일 | 2009년 2월~2012년 2월  | 경북 군위 | 서울대                | 재무부 장관&경제부총리 겸 경제기획원 장관                         |
| 28대     | 한덕수 | 2012년 2월~2015년 2월  | 전북 전주 | 서울대                | 경제부총리 겸 재정경제부 장관&국무총리&주미 대사                  |
| 29대     | 김인호 | 2015년 2월~2017년 10월 | 경남 밀양 | 서울대                | (재) 시장경제연구원 이사장&정부 중장기전략위원회 공동(민간)위원장 |
| 29~30대  | 김영주 | 2017년 11월~2021년 2월 | 경북 의성 | 서울대                | 산업부 장관, 하트하트재단인터내셔널 이사장                        |
| 31대     | 구자열 | 2021년 2월~2024년 2월  | 경남 진주 | 고려대                | 국가지식재산위원회 위원장&LS그룹 회장                             |
| 32대     | 윤진식 | 2024년 2월~            | 충북 충주 | 고려대                | 청와대 경제수석&대통령실 정책실장&제18·19대 국회의원              |

## 같이 보기
- 한국경영자총협회
- 전국경제인연합회
- 중소기업중앙회
- 대한무역투자진흥공사
- 지식경제부
- 대한민국 중소벤처기업부
- EC21
- 트레이드코리아